# Inmigrante ilegal (ópera)
Inmigrante Ilegal / Illegal alien es una ópera en un acto con libreto y música del compositor mexicano Alfonso Molina. La obra trata de los conflictos de tres cazadores de inmigrantes ilegales en la frontera entre los Estados Unidos y México.

## Acción

### Acto Único
La ópera se desarrolla en un solo acto, presenta los conflictos de tres individuos dedicados a cazar a inmigrantes ilegales que intentan entrar al territorio de los Estados Unidos. Tales individuos se denominan en inglés "minuteman", una voz con la que se designó, desde finales del siglo XVIII a aquellas personas, en general los más jóvenes, que salían primero a luchar en defensa de su comunidad durante las batallas de la guerra de independencia de las 13 Colonias.

## Estilo
Ópera contemporánea atonal y en ocasiones modal con pasajes líricos.  
Tintes de expresionismo y verismo.

### Libreto
El libreto trata sobre inmigración, xenofobia, racismo y el derecho a la propiedad privada en Estados Unidos. El lugar de la acción es la frontera entre Estados Unidos y Sonora, México. El personaje principal es un "minuteman", nombre con el que se designa en inglés a un individuo, que, para privarlos de la vida con la justificación del derecho a la propiedad, asecha a los inmigrantes ilegales, que cruzan la frontera. 
El título de la obra, "Inmigrante ilegal / Illegal Allien", tanto en castellano como en inglés, refleja, a nivel cultural, la situación fronteriza de la acción de la ópera situada en los límites entre los Estados Unidos y México. La obra está concebida para tres personajes masculinos de diferente tesitura, una soprano, una mezzo-soprano, un barítono, un actor y un bailarín que participa durante los interludios del Inmigrante/venado.

### Música
La música es atonal, aunque la línea vocal es tonal. La orquestación está concebida para una ópera de cámara que incluye una larga sección de percusión y piano.

## Datos históricos

### Creación
La ópera fue estrenada formalmente el 28 de febrero de 2014 en el Crowder Hall de la Universidad de Arizona y tuvo su premier mexicana el 1 de julio de este mismo año cerrando Las Fiestas del Pitic en la ciudad de Hermosillo, Sonora aunque se ha estrenado en forma de concierto en el año 2012, y ha sido parte de distintos simposios a partir de tal ejecución, la ópera ha tenido difusión en noticieros, entrevistas en revistas especializadas, programas en la Televisión de Nueva York y en videos de . La obra se enmarca en los esfuerzos de renovación del género operístico en México en donde se registra un predominio de la ópera de cámara, formas no narrativas y, con frecuencia, temas relacionados con la problemática de la frontera con los Estados Unidos. En este sentido, la obra se relaciona, temáticamente, con óperas tales como Únicamente la verdad de Gabriela Ortiz y Paso del Norte de Víctor Rasgado.

### Reparto del estreno
Elenco Illegal Alien/Inmigrante Ilegal
*Ace Edewards (Director)
*Humberto Borboa(John)
*Yunnie Park(Pumpkin)
*Guillermo López(Federal Officer Ramón Juárez)
*Edgar Ricaud(Shorty)
*Erin Lee Mcmullen(Mariette)
*Carlos Aguirre(William)
*Marty Constantine(Special Investigator Mr.Johnson)
*Horacio Castelo(Minute-Actor)
*Isaac Chau(Inmigrant/Deer and Choreography)
*Rodolfo Nevarez (Director escénico)
*Ramiro Aireola (Vestuarista)

### Recepción
La ópera fue presentada en Arizona y tuvo varios obstáculos para ser presentada; sin embargo, el estreno tuvo un éxito indiscutible, llenando el auditorio y resonando en varios medios. En el estreno estuvieron presentes tanto el cónsul de consulado mexicano en Tucson Ricardo Pineda Albarrán, como el Cónsul de Nogales Jaime Paz Y Puente, representantes del Instituto Municipal de Cultura y Turismo (IMCATUR), Instituto Sonorense de Cultura (ISC), estudios mexicano-americanos, representantes del Dream Act y varios otros, quienes manifestaron enérgicamente a favor de la propuesta que exhibe esta ópera y en contra de la actual condición migratoria, xenofóbica e intolerante.

## Literatura complementaria
- http://www.reforma.com/aplicaciones/articulo/default.aspx?id=281255
- https://web.archive.org/web/20160401002423/http://arizonasonoranewsservice.com/composer-provides-voice-illegal-alien/
- http://article.wn.com/view/2012/06/07/Illegal_alien_dies_in_desert_widow_also_illegal_to_sue_Borde/
- https://web.archive.org/web/20140720142603/http://www.elimparcial.com/EdicionEnLinea/Notas/Noticias/31052014/847479.aspx
- https://archive.today/20130415061501/http://nueva.lorfeo.org/2012/12/03/compositor-del-mes-alfonso-molina/
- http://www.conaculta.gob.mx/estados/sala_prensa_detalle.php?id=26863